# 住吉小橋
住吉小橋（すみよしこばし）は、佃川支川に架かる橋である。橋の両岸とも東京都中央区佃1丁目である。

## 概要
外観は、木目調である。路面は、煉瓦調である。
- 橋長 : 33.0m
- 架橋 : 1997年(平成9年)4月
- 上部工形式 : 2径間連続鋼床版I桁橋
- 橋種 : 鋼橋
- 管理者 : 中央区

## 付近の鉄道路線
- 月島駅
  - 東京地下鉄(東京メトロ)有楽町線
  - 都営地下鉄(東京都交通局)大江戸線

## 橋周辺
- 住吉神社が周辺にあり、この橋の名称はこれに由来する。住吉小橋の途中から、住吉神社方面への階段があり、階段を下りるとすぐに鳥居がある。ただし、住吉神社の鳥居は本殿側にもう1つあるので、住吉小橋から住吉神社に移動する時、またはその逆の時は鳥居を2回くぐる。